# Danny Jacobs
Daniel Charles Jacobs Jr. (Detroit, 7 juli 1968) is een Amerikaans acteur, komiek en voornamelijk een stemacteur.
Jacobs studeerde aan de St. Matthew Elementary, Bishop Gallagher High school en aan de Wayne State Universiteit, beide in Detroit. Ook volgde hij een opleiding aan de Universiteit van Arizona in Tucson, waar hij afstudeerde in musicaltheater. Hij begon zijn carrière in de regionale theaters door het hele land. Ook sprak Jacobs als voice-over vele commercials in. Als stemacteur is hij het meest bekend met de stem van King Julien XIII in de animatieseries De Pinguïns van Madagascar en All Hail King Julien, als vervanger van Sacha Baron Cohen die normaal de stem in spreekt van King Julien XIII. Hij gebruikte de stem van King Julien XIII ook bij de korte films Merry Madagascar en Madly Madagascar.  Jacobs zong ook mee bij vier liedjes op de originele soundtrack Madagascar 3: Europe's Most Wanted.
Jacobs won twee Emmy Awards, in 2011 voor de rol van 'King Julien XIII' in de animatieserie De Pinguïns van Madagascar en in 2015 voor dezelfde rol in de animatieserie All Hail King Julien.

## Filmografie

### Films
- 1999: Get the Hell Out of Hamtown - Danny
- 2000: Full Blast - Curt
- 2007: Epic Movie - Borat / Piate with Eye Patch
- 2008: Madagascar: Escape 2 Africa - Tourist with New York T-Shirt (stem)
- 2011: Batman: Year One - Flass' Attorney (stem)
- 2011: Hostel: Part III - Middle Eastern Cabbie
- 2012: Justice League: Domm - Agent Porter (stem)
- 2012: Madagascar 3: Europe's Most Wanted - Croupier / Circus Master (stem)
- 2012: Batman: The Dark Knight Returns, Part 1 - Merkel (stem)
- 2013: Batman: The Dark Knight Returns, Part 2 - Merkel (stem)
- 2013: Justic League: The Flashpoint Paradox - Grifter / Captain Cold (stem)
- 2014: Penguins of Madagascar - King Julien XIII (stem)

### Televisiefilms
- 1999: Olive, the Other Reindeer - Additioneel stem
- 2006: The Mikes - Paramedic

### Televisieseries
- 1999: Futurama Additioneel stem (5 afl.)
- 2007: Mad Men Yoram Ben Shulhai (1 afl.)
- 2008 - 2013: De Pinguïns van Madagascar - King Julien XIII / Roy (stem) (77 afl.)
- 2010: Kick Buttowski: Durfal met lef - Kickasaurus Wrecks / Battle for the 'Snax (stem) (1 afl.)
- 2011 - 2012: Phineas en Ferb Additioneel stem (3 afl.)
- 2012: Ben 10: Ultimate Alien - Captain / Police Dispatch / Dr. Pervis (stem) (1 afl.)
- 2012 - 2013: Teenage Mutant Ninja Turtles - Snakeweed / Worker 1 / Snake (stem) (3 afl.)
- 2014 - heden: All Hail King Julien - King Julien XIII / Pancho (stem) (26 afl.)
- 2015: Miles from Tomorrowland - Admiral Watson / Tethoscape Alien / Fleet Captain (stem) (23 afl.)

### Korte films
- 2006: Grounds Zero - Omar
- 2009: Merry Madagascar - King Julien XIII (stem)
- 2013: Madly Madagascar - King Julien XIII (stem)

### Computerspellen
- 2008: Madagascar: Escape 2 Africa - King Julien XIII (stem)
- 2008: EndWar - (stem)
- 2008: White Knight Chronicles - (stem)
- 2008: The Godfather II: Crime Rings - Hyman Roth (stem)
- 2009: Ready 2 Rumble Revolution - (stem)
- 2009: The Godfather II - Hyman Roth (stem)
- 2009: Batman: Arkham Asylum - Victor Zsasz / Guard Frank Boles / Orderly Robert Stirling (stem)
- 2009: Madagascar Kartz - King Julien XIII (stem)
- 2010: Command & Conquer 4: Tiberian Twilight - (stem)
- 2010: Marvel Super Hero Squad: The Infinity Gauntlet - Annihilus Bugs (stem)
- 2011: Batman: Arkham City - Victor Zsasz (stem)
- 2012: Madagascar 3: The Video Game - King Julien XIII (stem)
- 2012: Skylanders: Giants - (stem)
- 2013: Skylanders: Swap Force - (stem)
- 2014: Skylanders: Trap Team - (stem)
- 2015: Batman: Arkham Knight - (stem)
- 2015: Skylanders: SuperChargers - (stem)

- Gemeinsame Normdatei: 1028492022
- International Standard Name Identifier: 0000 0001 0113 6004
- Library of Congress Control Number: no2010137900
- MusicBrainz: 253da2bf-82a6-4b7b-8d77-e20fc6e5be53
- Virtual International Authority File: 150517361
- WorldCat: E39PBJdWTyKkXcyc34yDtTtYfq